# 2024年江西网球公开赛
2024年江西网球公开赛，即第8届江西网球公开赛，于2024年10月28日-11月3日在中国江西省九江市九江国际网球中心的室外硬地球场举行。赛事级别为WTA250巡回赛。这是江西网球公开赛从南昌市前移到九江市的第一年。
維多莉亞·格魯比奇在决赛中战胜了丽贝卡·什拉姆科娃获得单打冠军，这是她自2016年WTA洛桑站后时隔8年再次获得WTA巡回赛单打冠军，本周世界排名第168位的她也是2024年迄今为止排名最低的WTA冠军。
郭涵煜和内岛萌夏获得双打冠军，这是郭涵煜今年的第2个，也是总共第3个WTA巡回赛双打冠军，这也是内岛萌夏的首个巡回赛双打冠军。

## 比赛结果
| 项目 | 冠军              | 亚军                          | 比分          |
| ---- | ----------------- | ----------------------------- | ------------- |
| 单打 | 維多莉亞·格魯比奇 | 丽贝卡·什拉姆科娃             | 6–3, 7–5      |
| 双打 | 郭涵煜 内岛萌夏   | 卡塔日娜·皮特尔 施托拉尔·范妮 | 7–6(7–5), 7–5 |

## 单打比赛

### 种子选手
| 协会     | 球员                 | 排名 | 种子号 |
| -------- | -------------------- | ---- | ------ |
| 捷克     | 玛丽·鲍兹科娃        | 47   | 1      |
| 斯洛伐克 | 丽贝卡·什拉姆科娃    | 51   | 2      |
| 日本     | 内岛萌夏             | 57   | 3      |
| 西班牙   | 杰茜卡·博萨斯·马内罗 | 60   | 4      |
|          | 卡米拉·拉希莫娃      | 61   | 5      |
| 荷蘭     | 阿兰查·鲁斯          | 77   | 6      |
| 義大利   | 露西娅·布龙泽蒂      | 84   | 7      |
| 塞爾維亞 | 奥尔加·达尼洛维奇    | 86   | 8      |
| 匈牙利   | 邦达尔·安娜          | 94   | 9      |

- 参考2024年10月21日排名。

### 其他途径参赛选手
外卡：
- 张帅
- 郑赛赛
- 郑妩双

排名保护：
- 扎里娜·迪雅絲

资格赛：
- 刘方舟
- 普利斯卡·努格罗霍
- 玛南猜亚·萨王凯
- 尤晓迪

退赛：
- 伊琳娜-卡梅利亚·贝古 → 被替补为  扎里娜·迪雅絲
- 杰奎琳·克里斯蒂安 → 被替补为  琳达·弗鲁维尔托娃
- 奥尔加·达尼洛维奇 → 被替补为  姚欣辛（幸运落败者）
- 哈丽雅特·达特 → 被替补为  塔玛拉·科尔帕奇
- 韦罗妮卡·库德梅托娃 → 被替补为  亚娜·费特
- 玛格达·蕾妮特 → 被替补为  阿里安娜·哈托诺
- 阿林娜·罗季奥诺娃 → 被替补为  韦思佳
- 凯蒂·沃利内茨 → 被替补为  埃拉·赛德尔
- 王雅繁 → 被替补为  亚历克莎·埃亚拉

## 双打比赛

### 种子选手
| 协会   | 球员              | 协会     | 球员          | 综合排名 | 种子号 |
| ------ | ----------------- | -------- | ------------- | -------- | ------ |
| 捷克   | 玛丽·鲍兹科娃     | 中國     | 张帅          | 78       | 1      |
| 中國   | 蒋欣玗            | 中華臺北 | 吴芳娴        | 96       | 1      |
| 義大利 | 安杰莉卡·莫拉泰利 | 捷克     | 安娜·希什科娃 | 148      | 3      |
| 波蘭   | 卡塔日娜·皮特尔   | 匈牙利   | 施托拉尔·范妮 | 165      | 4      |

- 参考2024年10月21日排名。

### 其他途径参赛选手
外卡：
- 丰硕 /  王美玲
- 王佳琪 /  郑妩双